# تریشا کوک
تریشا کوک (انگلیسی: Tricia Cooke؛ زادهٔ ۲۵ ژوئن ۱۹۶۵) یک تدوین‌گر آمریکایی است که با کارگردان فیلم اتان کوئن ازدواج کرده است. آنها در شهر نیویورک زندگی می‌کنند.

## فیلم‌شناسی
- تقاطع میلر (۱۹۹۰)
- بارتون فینک (۱۹۹۱)
- وکیل هادساکر (۱۹۹۴)
- فارگو (۱۹۹۶)
- لبوفسکی بزرگ (۱۹۹۸)
- طبقه چهارم (۱۹۹۹)
- ای برادر، کجایی؟ (۲۰۰۰)
- مردی که آنجا نبود (۲۰۰۱)
- صفحه بدنام بتی (۲۰۰۵)
- اکس (۲۰۰۶)
- حوا (۲۰۰۸)
- دختران فراری (۲۰۲۴)